# Parque de la 93
Parque de la 93 är en park i norra Bogotá. Den ligger i området El Chicó i stadsdelen Chapinero, mellan Calle 93 A och 93 B (som den är uppkallad efter), och Carrera 11 A och Carrera 13. Den öppnades 15 juni 1995.
Parken är omgiven av en rad barer, restauranger och kaféer i den dyrare änden av staden, och har ett aktivt uteliv om kvällarna.

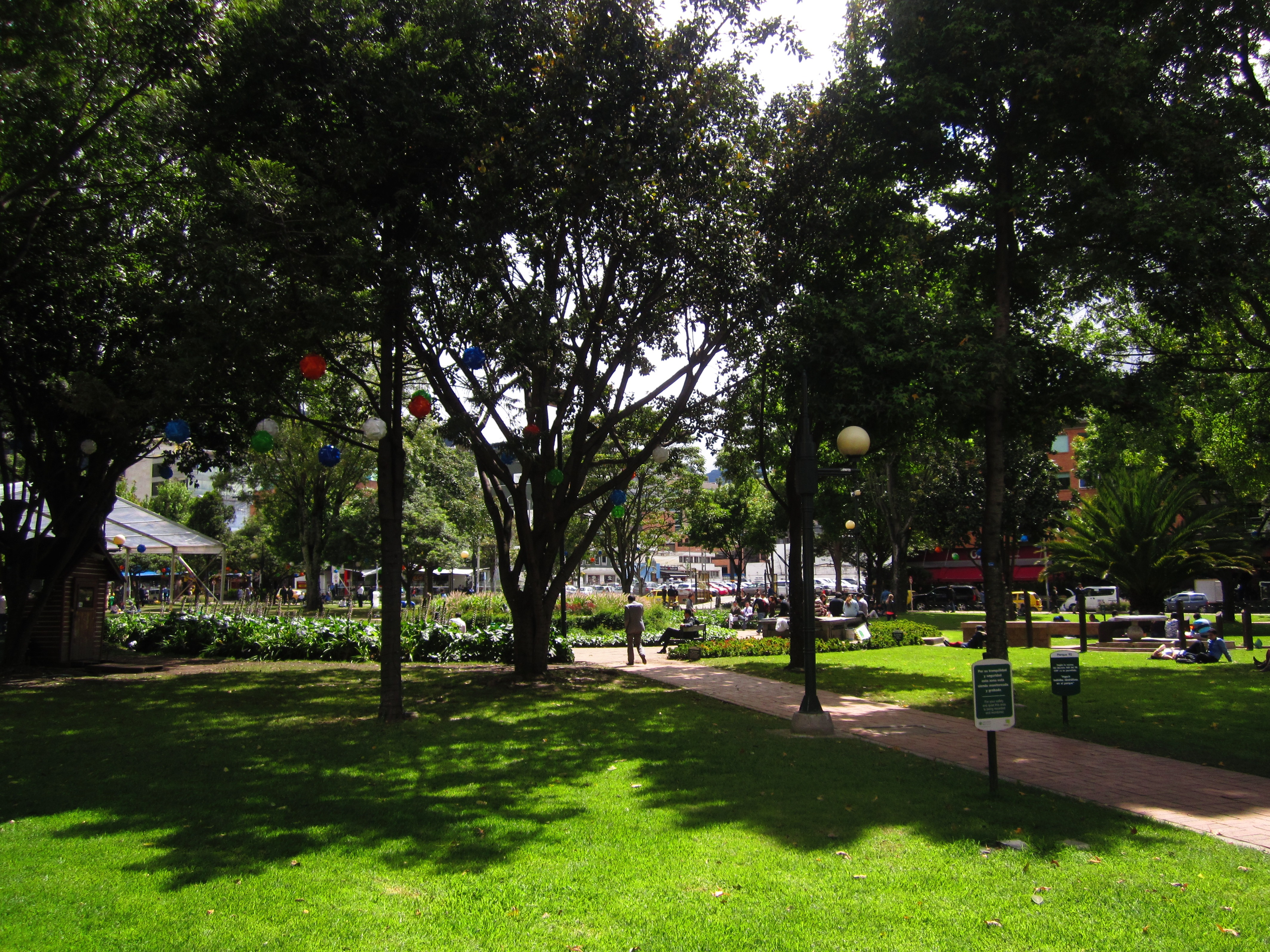
Parque de la 93.
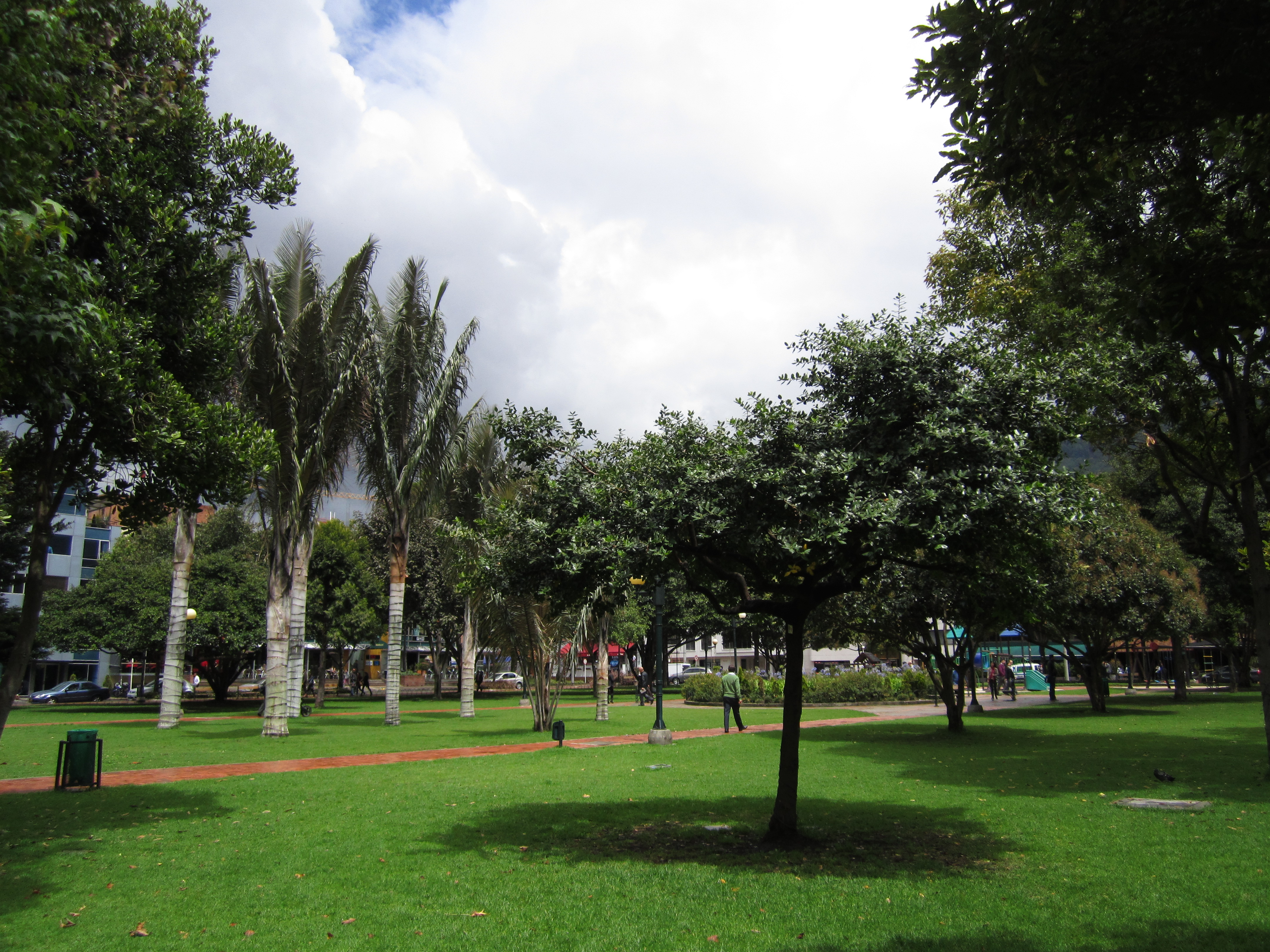
Parque de la 93.